# Coleophora corruscipennella
Coleophora corruscipennella é uma espécie de mariposa do gênero Coleophora pertencente à família Coleophoridae.